# DBC檔 (CAN)
DBC檔也稱為CAN database file，是Vector公司所開發，控制區域網路（CAN）設備的設備描述檔案，由在其中有CAN資料封包中的資料轉換為實際物理量的相關資訊。
DBC檔是ASCII格式的文本文件，其中會包括各物理量的名稱、轉換比例、定義等資料，以及物理量在CAN資料封包裡的位置。其他應用軟體可以根據DBC檔，將CAN資料封包轉換為實際物理量。